# Saserna antias
Saserna antias är en fjärilsart som beskrevs av Druce 1891. Saserna antias ingår i släktet Saserna och familjen nattflyn. Inga underarter finns listade.